# كول دي فريس
كول دي فريس (بالإنجليزية: Cole De Vries)‏ (و. 1985  م) هو لاعب كرة قاعدة، من الولايات المتحدة، ولد في إيدن بريري، يلعب كمرسل الكرة ‏.

## روابط خارجية
- كول دي فريس على موقع دوري كرة القاعدة الرئيسي (الإنجليزية)
- كول دي فريس على موقعبيزبول رفرنس.كوم (الدوري الرئيسي) (الإنجليزية)
- كول دي فريس على موقعبيزبول رفرنس.كوم (الدوري الثانوي) (الإنجليزية)
- كول دي فريس على موقع إي إس بي إن.كوم (أم.أل.بي) (الإنجليزية)
- كول دي فريس على موقع مشجعي الرسوم البيانية (الإنجليزية)